# Mankby bibliska församling
Mankby bibliska församling är en pingstförsamling i Esbo i Nyland i Finland. Församlingen grundades 2 oktober 1971 med Drott Edberg som föreståndare. Församlingen har i dag 100 medlemmar. Församlingen är tvåspråkig och bedriver verksamhet inom Esbo stads gränser. a